# ابرشفلسهایم
ابرشفلسهایم (به فرانسوی: Oberschaeffolsheim) یک کمون در فرانسه با جمعیت ۲٬۱۷۰ نفر است که در Canton of Mundolsheim واقع شده‌است.